# Liste der Kulturdenkmäler in Koblenz-Ehrenbreitstein
In der Liste der Kulturdenkmäler in Koblenz-Ehrenbreitstein sind alle Kulturdenkmäler im Stadtteil Koblenz-Ehrenbreitstein der rheinland-pfälzischen Stadt Koblenz aufgeführt. Grundlage ist die Denkmalliste des Landes Rheinland-Pfalz (Stand: 28. Juni 2023).
Die Kulturdenkmäler sind Teil des seit 2002 bestehenden UNESCO-Welterbes Oberes Mittelrheintal.

## Denkmalzonen
| Bezeichnung                                  | Lage | Baujahr         | Beschreibung | Bild                           |
| -------------------------------------------- | --- | --------------- | --- | ------------------------------ |
| Denkmalzone Festung Ehrenbreitstein          | Festung Ehrenbreitstein Lage | 1816 bis 1834   | Burg 1129 erstmals erwähnt, Ausbauten in den folgenden Jahrhunderten, 1801 Sprengung, 1815 an Preußen, 1816–34 Wiederaufbau als Teil einer Gesamtanlage unter Leitung der beiden Ingenieur-Generäle Gustav von Rauch und Ernst Ludwig von Aster; Kernbereich der Festung umschließt an der nördlichen Angriffsseite doppelte Befestigungslinien aus Hornwerk mit vorliegendem Graben, hohe Ostfront mit Festungskirche (Emporenbasilika), oberer Schlossplatz, niederer Schlosshof, tieferliegende Befestigungen, unter anderem Werk Helfenstein, vom Rhein Fahrweg, befestigte Treppe; erste Festung nach den Revolutionskriegen; zum System Festung Ehrenbreitstein gehörten: - Fort Rheineck, erbaut 1820/1884; - Werk Pleitenberg, erbaut 1826/1879; - Arzheimer Schanze, erbaut; 1866/1873; alle Werke 1927 geschleift | weitere Bilder Fotos hochladen |
| Denkmalzone ehemalige Kurfürstliche Residenz | Hofstraße 257/257a, 257b, 257c, 258 Lage | 18. Jahrhundert | ehemalige Kurfürstliche Residenz: - Pagerie (Hofstraße 258): barocker Festungspfortenbau mit Mansarddach, 1690/92 von Hofbaumeister Johann Christoph Sebastiani; - Dikasterialbau (Hofstraße 257/257a; Verwaltungssitz der Hofkammer): dreigeschossige Anlage von 25 zu 4 Achsen mit Mittel- und Eckrisaliten, Satteldach mit Mansarddächern über den Risaliten, 1738/49 unter Kurfürst Franz Georg von Schönborn nach Plänen von Balthasar Neumann und Johannes Seiz; - Krummstall (Hofstraße 257c): ehemaliges Stallgebäude; dreigeschossiger Bau zu 41 Achsen, 1738 bis 1749 nach Plänen von Balthasar Neumann, 1880 aufgestockt, kurfürstliches Wappen; - Marstall: 1762 Anbau von Johannes Seiz, zweiflügeliger Mansarddachbau                                                                                         | weitere Bilder Fotos hochladen |
| Denkmalzone Tal Ehrenbreitstein              | Am Markt, Am Platz, Am Treppchen, An der Kreuzkirche, Blindtal (bis Nr. 3), Charlottenstraße, Friedrich-Wilhelm-Straße, Hofstraße, Helfensteinstraße, Humboldtstraße, Im Teichert 110 und 110a, Kapuzinerstraße, Kapuzinerplatz, Klausenbergweg (bis Nr. 10), Kellereibotsgasse, Kolonnenweg (bis Nr. 8), Lielsgasse, Meesgasse, Obertal, Trottgasse, Steilsgasse, Wambachstraße Lage | ab 1700         | barocke Residenzstadt zu Füßen der Festung einschließlich der kurfürstlichen Residenz und der Wohnbauten ab 1700 | Fotos hochladen                |

## Einzeldenkmäler
| Bezeichnung                                                        | Lage                                      | Baujahr                              | Beschreibung | Bild                           |
| ------------------------------------------------------------------ | ----------------------------------------- | ------------------------------------ | --- | ------------------------------ |
| Stadtbefestigung Ehrenbreitstein                                   |                                           | 17./19. Jahrhundert                  | Ringmauer, 1672: erhalten ein Stück auf der Rückseite von Humboldtstraße 130, Rundturm auf der Rückseite des Grundstücks Obertal 25; preußische Stadtmauer, 1827/33, vervollständigt 1854/57 unter Ingenieuroffizier Karl August von Cohausen: erhalten Mauerreste am Kolonnenweg mit Teichertturm, erbaut 1856; Luisenturm, erbaut 1856 (Kolonnenweg 6); Kaponniere am Kolonnenweg (bei Kolonnenweg 8); Ansätze des 1832 erbauten und 1956 abgebrochenen Blindtaltores (bei Blindtal 7); Kaponniere Klausenberg (heute Rheinburg), erbaut 1827–1833, (Klausenbergweg 5); Klausenburg (Klausenbergweg 6/6a/8); westlicher Rundturm des ehemaligen Sauerwassertors (auch Montabaurertor), erbaut 1856/57 (Am Sauerwassertor o. Nr.) mit Mauerresten am Hang zum Helfenstein; Teilstück der Wehrmauer (bei Obertal 24c); bauliche Gesamtanlage | Fotos hochladen                |
| Wohnhaus                                                           | Am Markt 216 Lage                         | 1948                                 | dreigeschossiger barocker Mansarddachbau, nach weitgehender Zerstörung Wiederaufbau in alten Formen 1948; platzbildprägend | Fotos hochladen                |
| Gasthof zum goldenen Hufeisen                                      | Am Markt 223 Lage                         | 1781                                 | stattlicher Mansarddachbau mit aufwändigem Zwerchhaus, 1781, Tordurchfahrt aus dem späten 19. Jahrhundert; platzbildprägend | Fotos hochladen                |
| Wohnhaus                                                           | Am Platz 251 Lage                         | Mitte des 18. Jahrhunderts           | Mansardwalmdachbau von Hofbaumeister Josef Kotz, Mitte des 18. Jahrhunderts, Fassade klassizistisch überformt; platzbildprägend | Fotos hochladen                |
| Wohnhaus                                                           | Am Treppchen 178 Lage                     | 1658                                 | Fachwerkhaus, teilweise massiv, verputzt, 1658 | Fotos hochladen                |
| Katholische Pfarrkirche Heilig Kreuz                               | An der Kreuzkirche Lage                   | 1962–1964                            | Krypta des Vorgängers von 1702 bis 1707; darüber achteckiger Stahlbetonbau mit schiefergedecktem Faltdach, 1962–64, Architekt Martin Ufer, Koblenz; Fenster um 1980 von Johannes Schreiter, Langen/Hessen | weitere Bilder Fotos hochladen |
| Heribertturm                                                       | An der Kreuzkirche Lage                   | 16. Jahrhundert                      | ehemaliger Stadtmauerturm, jetzt Glockenturm der Pfarrkirche Heilig Kreuz, letztes Viertel 16. Jahrhundert; an der Umfassungsmauer drei Basaltgrabkreuze, vor 1830 | weitere Bilder Fotos hochladen |
| Villa                                                              | An der Kreuzkirche 3 Lage                 | spätes 19. Jahrhundert               | dreigeschossige spätklassizistische kubische Walmdachvilla, Neurenaissance, spätes 19. Jahrhundert | weitere Bilder Fotos hochladen |
| Pfarrhaus                                                          | An der Kreuzkirche 5 Lage                 | 1843/44                              | ehemaliges Pfarrhaus; ornamentale Gliederung durch unterschiedliche Steinarten (jetzt verputzt), 1843/44 nach Plänen von Johann Claudius von Lassaulx; ortsbildprägend; an einem Nebengebäude in Halbrundnische Muttergottesstatue mit Kind und Kreuzesstandarte | weitere Bilder Fotos hochladen |
| Friedhofskreuz und Grabmäler                                       | Arenberger Straße, auf dem Friedhof Lage  | ab dem 18. Jahrhundert               | Friedhofskreuz, 18. Jahrhundert; zwei klassizistische Grabstelen Familie Buschmann; Grabstätte Carl Wirz († 1837) mit drei gusseisernen Schrifttafeln; Grabstätte Franz und Luise Diehl mit galvanoplastischer Figur einer Trauernden, 1908 | Fotos hochladen                |
| Schulhaus                                                          | Charlottenstraße 53a Lage                 | 1887–90                              | heute Rhein-Museum; dreigeschossiger mehrfarbiger Backsteinbau 1887/90 | weitere Bilder Fotos hochladen |
| Amtsgericht Ehrenbreitstein                                        | Charlottenstraße 54 Lage                  | 1899                                 | ehemaliges Amtsgericht Ehrenbreitstein; zehnachsiger Putzbau in Neurenaissanceformen, 1899 | Fotos hochladen                |
| Tür und Gesims                                                     | Friedrich-Wilhelm-Straße, an Nr. 151 Lage | nach 1711                            | Oberlichttür in Rokokoformen sowie Ortganggesims in Akanthuswerk, wohl bald nach 1711 | Fotos hochladen                |
| Wohnhaus                                                           | Friedrich-Wilhelm-Straße 153 Lage         | 1697                                 | vierachsiges Zeilenwohnhaus, 1697, Architekt Hofzimmermeister Johann Georg Judas, 1879 umgebaut und aufgestockt in spätklassizistischen Formen | Fotos hochladen                |
| Wohnhaus                                                           | Friedrich-Wilhelm-Straße 155 Lage         | 1697                                 | dreiachsiges Zeilenwohnhaus, bezeichnet 1697; im Innern qualitätvolle barocke Wendeltreppe, Hofzimmermeister Hans Georg Judas zugeschrieben | Fotos hochladen                |
| Alte Hofapotheke                                                   | Friedrich-Wilhelm-Straße 158 Lage         | 1838                                 | dreigeschossiges klassizistisches Wohn- und Geschäftshaus, Schieferbruchsteinbau mit farbig abgesetzter Gliederung und Walmdach, 1838; Wirtschaftsgebäude, Hinterhaus mit Architekturteilen wohl vom Vorgänger von 1696; mit Ausstattung | Fotos hochladen                |
| Buschmannhäuser                                                    | Friedrich-Wilhelm-Straße 160/161 Lage     | 1703                                 | Doppelhaus, zwei sukzessive errichtete Bauten unterschiedlichen Zuschnitts nach Plänen des Festungskommandanten Obristleutnant Heinrich Klein, Nr. 160 bezeichnet 1703, ausgedehnte Gewölbekeller; hofseitig vermauert zwei Spolien: Basaltquader aus der Abbruchmasse der Philippsburg sowie Wappen des Kurfürsten Philipp Christoph von Sötern | Fotos hochladen                |
| Wohnhaus                                                           | Friedrich-Wilhelm-Straße 166 Lage         | 1754                                 | dreigeschossiges Wohnhaus über tonnengewölbtem Keller, 1754; mit Ausstattung | Fotos hochladen                |
| Wohnhaus                                                           | Friedrich-Wilhelm-Straße 167 Lage         | 1677                                 | stattliches Bürgerhaus, teilweise Fachwerk (verputzt), bezeichnet 1677, tonnengewölbter Keller | Fotos hochladen                |
| Keller                                                             | Helfensteinstraße, bei Nr. 63/65 Lage     |                                      | an der Rückseite des Hauses in drei Ebenen übereinander in den Felsen gearbeitete Keller | BW                             |
| Portal                                                             | Helfensteinstraße, an Nr. 74 Lage         | spätes 18. Jahrhundert               | Oberlichtportal, Basalt, Türblatt im Zopfstil, spätes 18. Jahrhundert | Fotos hochladen                |
| Wohnhaus                                                           | Helfensteinstraße 76 Lage                 | Mitte des 18. Jahrhunderts           | vierachsiger Putzbau, Mitte des 18. Jahrhunderts; mit Ausstattung | Fotos hochladen                |
| Wohn- und Geschäftshaus                                            | Helfensteinstraße 79 Lage                 | frühes 18. Jahrhundert               | barockes Zeilenwohn- und Geschäftshaus, teilweise über tonnengewölbtem Keller, wohl aus dem frühen 18. Jahrhundert | Fotos hochladen                |
| Wohnhaus                                                           | Helfensteinstraße 85 Lage                 | um 1736                              | siebenachsiger barocker Putzbau, um 1736; mit Ausstattung | Fotos hochladen                |
| Wohnhaus                                                           | Helfensteinstraße 86 Lage                 | 1738                                 | barocker Mansardwalmdachbau mit seitlichem Erker, bezeichnet 1738; bauliche Gesamtanlage mit Hofanlage | Fotos hochladen                |
| Dikasterialgebäude                                                 | Hofstraße 257/25a Lage                    | 1738–49                              | dreigeschossige Anlage von 25 zu 4 Achsen mit Mittel- und Eckrisaliten, Satteldach mit Mansarddächern über den Risaliten, 1738/49 unter Kurfürst Franz Georg von Schönborn nach Plänen von Balthasar Neumann und Johannes Seiz | Fotos hochladen                |
| Stallgebäude                                                       | Hofstraße 257c Lage                       | 1738–49                              | ehemaliges Stallgebäude, zugehörig zum Dikasterialgebäude; dreigeschossiger Bau zu 41 Achsen, 1738/49 nach Plänen von Balthasar Neumann, 1880 aufgestockt, kurfürstliches Wappen; 1762 Anbau des Marstalls von Johannes Seiz, zweiflügeliger Mansarddachbau | Fotos hochladen                |
| Pagerie                                                            | Hofstraße 258 Lage                        | 1690/92                              | barocker Festungspfortenbau mit Mansarddach, 1690/92 von Hofbaumeister Johann Christoph Sebastiani | Fotos hochladen                |
| Wohnhaus                                                           | Hofstraße 265 Lage                        | 1714/15                              | dreigeschossiger Putzbau mit Zwerchhaus, 1714/15 nach dem Plan des Hofbaumeisters Philipp Honorius von Ravensteyn | Fotos hochladen                |
| Wohnhaus                                                           | Hofstraße 268 Lage                        | 1714/15                              | dreigeschossiger Rotklinkerbau, 1714/15 von Hofbaumeister Philipp Honorius von Ravensteyn, späthistoristische Fassadenüberformung 1904, Ladeneinbau der 1950er Jahre; mit barocker Innenausstattung | Fotos hochladen                |
| Wohnhaus                                                           | Hofstraße 270 Lage                        | 1714/15                              | dreigeschossiger Putzbau mit Zwerchhaus, 1714/15 nach Plan von Hofbaumeister Philipp Honorius von Ravensteyn | Fotos hochladen                |
| Wohnhaus                                                           | Hofstraße 271 Lage                        | 1714/15                              | dreigeschossiger Putzbau mit Zwerchhaus, 1714/15 nach Plan von Hofbaumeister Philipp Honorius von Ravensteyn, nach Kriegbeschädigung 1953 wiederaufgebaut | Fotos hochladen                |
| Coenensches Haus                                                   | Hofstraße 272 Lage                        | 1713/14                              | repräsentativer barocker Walmdachbau mit Mittelrisalit und Freitreppe, 1713/14 nach Plänen von Hofbaumeister Philipp Honorius von Ravensteyn; stadt- und straßenbildprägend | Fotos hochladen                |
| Wohn- und Geschäftshaus                                            | Hofstraße 273 Lage                        | 18. Jahrhundert                      | dreigeschossiges dreiachsiges Zeilenwohn- und Geschäftshaus mit Mansarddach, 18. Jahrhundert; mit Ausstattung | Fotos hochladen                |
| Wohn- und Geschäftshaus                                            | Hofstraße 274 Lage                        | 1708                                 | dreigeschossiges fünfachsiges Fachwerkwohn- und Geschäftshaus (verputzt), 1708, Fassade um 1900 in Neurenaissancedekor überformt | Fotos hochladen                |
| Wohn- und Geschäftshaus                                            | Hofstraße 277 Lage                        | ab 1723                              | aus ehemals drei Gebäuden zusammengesetztes, dreigeschossiges Wohn- und Geschäftshaus mit drei Zwerchgiebeln, 1723, 1734 und 1803 | Fotos hochladen                |
| Wohnhaus                                                           | Hofstraße 278, Kapuzinerstraße 141 Lage   | 18. Jahrhundert                      | dreigeschossiger Mansarddachbau, 18. Jahrhundert; daneben dreigeschossiger Putzbau, teilweise verkleidet | Fotos hochladen                |
| Wohnhaus                                                           | Hofstraße 279 Lage                        | um 1740                              | dreigeschossiger Putzbau mit aufwändigem Zwerchhaus, um 1740, Ladeneinbau aus dem späten 19. Jahrhundert | Fotos hochladen                |
| Tür                                                                | Humboldtstraße, an Nr. 126 Lage           | zweite Hälfte des 18. Jahrhunderts   | spätbarocke Feldertür, wohl aus der zweiten Hälfte des 18. Jahrhunderts | Fotos hochladen                |
| Kameralhäuser                                                      | Humboldtstraße 127/130 Lage               | 1709/10                              | dreigeschossige Putzbauten mit halbrunden Zwerchgiebeln, 1709/10 nach Plänen des Hofbaumeisters Philipp Honorius von Ravensteyn, ab 1890 als Kapuzinerkloster genutzt | Fotos hochladen                |
| Schlösschen                                                        | Humboldtstraße 129 Lage                   | 1718                                 | dreigeschossiger, siebenachsiger Putzbau, 1718 nach Plänen von Hofbaumeister Johann Georg Judas, Fassade nach 1860 verändert; mit Ausstattung | Fotos hochladen                |
| Wohnhaus                                                           | Humboldtstraße 132 Lage                   | 1752                                 | Putzbau, bezeichnet 1752; auf der Seite zur Kapuzinerstraße vor den drei Obergeschossen eingebaut die Fachwerkfassade des 1672 errichteten früheren Rathauses | Fotos hochladen                |
| Martin-Gropius-Bau                                                 | Im Teichert 110a Lage                     | 1878                                 | hochgesockelter dreigeschossiger Backsteinbau der Berliner Schule mit Mezzanin und Walmdach, 1878 nach Plänen der Berliner Architektengemeinschaft Martin Gropius und Heino Schmieden; stadtbildprägend | weitere Bilder Fotos hochladen |
| Wohnhaus                                                           | Im Teichert 112 Lage                      | letztes Viertel des 19. Jahrhunderts | dreigeschossiger klassizistischer Walmdachbau, letztes Viertel des 19. Jahrhunderts | Fotos hochladen                |
| Klosterkirche St. Franziskus, St. Philippus Ap. und Karl Borromäus | Kapuzinerplatz 134 Lage                   | 1655–1657                            | Saalbau, Giebelfassade mit First- und Eckzinnen, gerahmt von gleichgestalteten kleineren Fassaden der Loretokapelle des Klostereingangs, 1655/57 unter Kurfürst Karl Kaspar von der Leyen (Wappen); mit Ausstattung | weitere Bilder Fotos hochladen |
| Konradhaus                                                         | Kapuzinerplatz 135 Lage                   | 1874                                 | dreigeschossiger klassizistischer kubischer Walmdachbau, 1874, in der Ostwand Teil der Umfassungsmauer des Kapuzinerklosters des 17. Jahrhunderts; stadtbildprägend | Fotos hochladen                |
| Wohn- und Geschäftshaus                                            | Kapuzinerstraße 140 Lage                  |                                      | Eckwohn- und Geschäftshaus, dreigeschossiger barocker Mansarddachbau, Ladeneinbauten des 20. Jahrhunderts | Fotos hochladen                |
| Wohnhaus                                                           | Kellereibotsgasse 169 Lage                | 1739                                 | dreiachsiges Fachwerkwohnhaus, teilweise massiv, ehemals bezeichnet 1739 | Fotos hochladen                |
| Klausenbergkapelle                                                 | Klausenbergweg Lage                       | 19. Jahrhundert                      | Klausenbergkapelle, 19. Jahrhundert; Gedenktafel von 1901 für den 1795 gefallenen Leutnant Freiherr Arnold von Solemacher und 15 kurtrierische Jäger | weitere Bilder Fotos hochladen |
| Rheinburg                                                          | Klausenbergweg 5 Lage                     | 1898                                 | Villa in der Art der Burgenromantik, bezeichnet 1898, mit integrierten Festungsteilen des Werks Klausenberg von 1827/33; bauliche Gesamtanlage samt Auffahrt, Vorplatz, teils zinnenbekrönter Stützmauern und Gartenanlage mit altem Baumbestand | weitere Bilder Fotos hochladen |
| Klausenburg                                                        | Klausenbergweg 6, 6a, 8 Lage              | 1828                                 | erbaut 1828 als Kelterhaus, Umbau bezeichnet 1856, Architekt Ingenieur-Hauptmann Karl August von Cohausen, ab 1860 Schützenburg, seit 1900 Klausenburg, Umbauten 1906–19; neugotische Bruchstein-Villa, 19. Jahrhundert, angrenzend Putzbau; Gesamtanlage mit Garten | Fotos hochladen                |
| Luisenturm                                                         | Kolonnenweg 6 Lage                        | 1856                                 | viergeschossiger achteckiger Bruchsteinbau mit polygonalem Treppenturm mit Zeltdach, bezeichnet 1856, nach Plänen von Ingenieuroffizier Hauptmann Karl August von Cohausen, 1920 Anbau zweier Flügel; im Garten barocke Werkstücke wohl aus den Gärten der ehemaligen Philippsburg; Teile der krenelierten ehemaligen Stadtmauer | weitere Bilder Fotos hochladen |
| Palais Mainone                                                     | Lielsgasse 228/231 Lage                   | um 1760                              | neunachsiger Mansarddachbau, um 1760 mit älteren Teilen | Fotos hochladen                |
| Portal                                                             | Obertal, an Nr. 22 Lage                   | 1892/93                              | Neurenaissance-Portal des 1976 abgetragenen Rathauses von 1892/93 | Fotos hochladen                |
| Dähler Born                                                        | Obertal 24 Lage                           | um 1820                              | Brunnenhaus für den um 1300 erwähnten Sauerwasserquell; klassizistischer Putzbau | weitere Bilder Fotos hochladen |
| Gesellenhausturm                                                   | Obertal 24d Lage                          | Mitte des 14. Jahrhunderts           | fünfgeschossiger Walmdachbau, die drei Untergeschosse ein Wohnturm, im Kern aus der Mitte des 14. Jahrhunderts, zwei Obergeschosse aus dem 17. Jahrhundert | Fotos hochladen                |
| Turm                                                               | Obertal, bei Nr. 25 Lage                  | 1672                                 | Turmstumpf der Ortsbefestigung von 1672 | Fotos hochladen                |
| Alte Mühle                                                         | Obertal 27 Lage                           | 1726                                 | dreigeschossiger Krüppelwalmdachbau, bezeichnet 1726; straßenbildprägend | Fotos hochladen                |
| Pallotinerkloster                                                  | Obertal 30/32/34 Lage                     | 1771                                 | sogenannte Pallotinerhäuser; dreigeschossige Putzbauten, bezeichnet 1771, neugotischer Kapellenanbau | Fotos hochladen                |
| Bayernlehnhof                                                      | Obertal 33 Lage                           | 1705                                 | neunachsiger Putzbau, bezeichnet 1705, nach Plänen von Hofbaumeister Philipp Honorius von Ravensteyn | Fotos hochladen                |
| Wohnhaus                                                           | Obertal 40 Lage                           | um 1770                              | viergeschossiges Zeilenwohnhaus, teilweise Fachwerk (verputzt), um 1770, im Kern wohl älter; straßenbildprägend | Fotos hochladen                |
| Wohnhaus                                                           | Wambachstraße 183 Lage                    | Mitte des 18. Jahrhunderts           | kleines Wohnhaus, teilweise Fachwerk (verputzt), wohl aus der Mitte des 18. Jahrhunderts; mit Ausstattung | Fotos hochladen                |
| Wohnhaus                                                           | Wambachstraße 185 Lage                    | vor 1636                             | Wohn- und Wirtschaftsgebäude mit Mansarddach, teilweise Fachwerk (verputzt), auf annähernd viertelkreisförmigem Grundriss, 18. Jahrhundert, im Kern vor 1636 (Stadtbrand); straßen- und ortsbildprägend | Fotos hochladen                |
| Wohnhaus                                                           | Wambachstraße 200 Lage                    | 1754                                 | Mansarddachbau, aufwändige Eingangstür, 1754 | Fotos hochladen                |
| Mutter-Beethoven-Haus                                              | Wambachstraße 204 Lage                    |                                      | Krüppelwalmdachbau, teilweise Fachwerk; Teilabbruch 1985/87, Wiederaufbau 1989; straßenbildprägend | weitere Bilder Fotos hochladen |
| Wohnhaus                                                           | Wambachstraße 205 Lage                    | Mitte des 18. Jahrhunderts           | barocker Putzbau, Mitte des 18. Jahrhunderts, im Kern älter | Fotos hochladen                |
| Wohn- und Geschäftshaus                                            | Wambachstraße 208 Lage                    | 1717                                 | dreigeschossiges dreiachsiges Zeilenwohn- und Geschäftshaus, bezeichnet 1717, Ladeneinbau um 1900 | Fotos hochladen                |
| Wohn- und Geschäftshaus                                            | Wambachstraße 209 Lage                    | Mitte des 18. Jahrhunderts           | dreigeschossiges Wohn- und Geschäftshaus, Mitte des 18. Jahrhunderts, Ladeneinbau von 1902; straßenbildprägend | Fotos hochladen                |